# Rafik Hariri
Rafik Hariri ou Rafiq Al Hariri (em árabe, رفيق الحريري ) ou, ainda,  Rafiq Baha' ad-Din Hariri, também transliterado como Rafik Bahaa Edine Hariri (em  árabe رفيق بهاء الدين الحريري ; Sídon, 1 de novembro de 1944 - Beirute, 14 de fevereiro de 2005) foi um homem de negócios, magnata, filantropo e político libanês, duas vezes Primeiro-Ministro do seu país (de 1992 a 1998 e de 2000 a 2004).
Foi assassinado no dia 14 de fevereiro de 2005, em Beirute, vítima da explosão de um carro armadilhado. O crime foi atribuído ao governo sírio, mais concretamente a Ghazi Kanaan, antigo chefe dos serviços secretos sírios no Líbano durante o tempo de ocupação do país, fato desmentido pelo acusado e por seu governo. Não obstante, Kanaan suicidou-se poucos dias antes de se tornar público o relatório das Nações Unidas sobre o crime. Em 20 de outubro de 2005, as conclusões apresentadas por Detlev Mehlis no Conselho de Segurança das Nações Unidas implicaram as autoridades sírias no atentado, sem contudo especificar o autor.

## Biografia

### Empresário
Educado no seio de uma modesta família sunita de Sídon, estudou Administração de Empresas na  Universidade Árabe, em Beirute, 1964. Deixou o seu país em 1965 para trabalhar como professor na Arábia Saudita. Em seguida, ingressou numa empresa de construção. Em 1969, criou a sua própria empresa, CICONEST,  aproveitando os benefícios gerados pela alta do preço do petróleo nos anos 1970 para conseguir uma grande fortuna.
Em 1977 obteve do rei Khalid da Arabia Saudita o contrato para construir  o palácio de Taif, perto de Meca, o qual ele construiu em menos de seis meses - o que lhe valeu a confiança do então príncipe herdeiro, o futuro rei Fahd. Hariri torna-se então muito próspero.[carece de fontes?]
Em 1978, obteve a cidadania saudita graças ao reconhecimento da família real. 
Em 1979 consegue múltiplos contratos para a construção de hotéis, edifícios de escritórios e empresas, o que lhe permitiu afinal adquirir a Oger, empresa francesa de engenharia,  e posteriormente fundar a Oger Internacional, baseada em Paris  e que reconstruiria grande parte de Beirute após  fim da guerra civil libanesa, nos anos 1990. Nas décadas seguintes, Haririr ampliaria seus negócios em nível internacional,  diversificando suas atividades  em empresas petrolíferas, banca, indústrias e telecomunicações.[carece de fontes?]
Ainda em plena guerra civil do Líbano (1975 - 1990), ele volta a Sídon e funda o Instituto Islâmico para a Cultura e a Educação Superior, financiado por ele próprio e pela família real saudita. Em 1984, o Instituto  transforma-se na Fundação Hariri. Com diversas sedes no Líbano e no resto do mundo, a Fundação criou um programa de bolsas de estudos universitárias que permitiu a milhares de estudantes libaneses  estudar nas mais prestigiadas universidades de todo o mundo. Em 1982, tinha adquirido boa parte da zona ocidental de Beirute, totalmente em ruínas, visando empreender a reconstrução da cidade.[carece de fontes?]

### Político
A sua atividade política manifestou-se em 1983 na mediação para favorecer os acordos entre as partes em conflito e permitir a libertação de prisioneiros. Em 1984 financiou as reuniões que se mantinham em Genebra e Lausana para por fim à guerra aproveitando os acordos de Amine Gemayel com Israel e a Síria, mas fracassa. Em 1989, voltou a financiar uma reunião da Assembleia libanesa em Taif, que aprovou a Carta Libanesa de Reconciliação Nacional, um acordo geral que visava por fim ao conflito entre sírios e o auto-proclamado presidente Michel Aoun, se bem que em novembro o novo presidente, René Moawad seja assassinado e o processo venha a fracassar, elegendo-se o pró-sirio Elias Hrawi.[carece de fontes?]
Em 1992 é nomeado presidente do governo do Líbano, gozando de grande popularidade devido aos seus contributos económicos durante a Guerra Civil Libanesa. Até 1998 realizou um ambicioso plano de reconstrução do país apoiado pelo Banco Mundial.[carece de fontes?]

## Assassinato
Em 14 de fevereiro de 2005 Hariri foi morto em Beirute, num grande atentado que provocou a morte de 22 pessoas, quando explosivos equivalentes a 1000 kg de TNT foram detonados perto do St. George Hotel. Entre as vítimas estavam vários guarda-costas de Hariri e o antigo ministro da Economia, Bassel Fleihan. Rafik Hariri foi sepultado com os seus guarda-costas perto da mesquita de Mohammad Al-Amin.
O último relatório da investigação sugere que o crime tenha sido cometido por um bombista suicida.

### Investigação do assassinato
Em 22 de novembro de 2006, o Conselho de Segurança das Nações Unidas aprovou por unanimidade, mediante a Resolução 1595, a possibilidade de criação de um Tribunal Internacional que investigasse o assassinato de vários políticos do Líbano, incluindo Hariri, um dia depois do assassinato do Ministro da Indústria, Pierre Amine Gemayel. O Tribunal foi aprovado definitivamente em 30 de maio de 2007, segundo iniciativa conjunta dos Estados Unidos e da França, com o voto favorável dos outros oito membros do Conselho de Segurança, e a abstenção de cinco, entre eles a Rússia, por considerar que o tribunal não ajudará a resolver os problemas da região, e da China que o considera um precedente de ingerência em assuntos internos de um Estado membro. Os outros três países que se abstiveram foram a África do Sul, Indonésia e Qatar.
Em 15 de janeiro de 2011, de acordo com diversas redes de noticias, o Tribunal Especial para o Líbano (STL) colocaria em risco o Irã e seu líder supremo da Revolução Islâmica, o aiatolá Ali Khamenei. De acordo com informações publicadas, os pesquisadores do STL iriam apresentar provas de que o ataque foi cometido pelo Força Quds em conjunto com o Hezbollah. A investigação internacional concluiu que houve envolvimento pessoal do aiatolá Ali Khamenei. Ele teria tomado a decisão de assassinar Hariri, considerado um grande obstáculo para o estabelecimento da República Islâmica do Hezbollah no Líbano.
Em 1 de julho de 2011, o ministro do Interior libanês, Marwan Charbel, revelou a identidade de quatro suspeitos (Mustafa Badreddine, Salim Ayyash, Assad Sabra e Hussein Anaissi),  todos eles pertencentes ao Hezbollah. Os respectivos  mandados de captura haviam sido emitidos na véspera, pelo Tribunal Especial para o Líbano, um tribunal internacional, ainda operante, criado mediante acordo entre as Nações Unidas e a República Libanesa e cuja finalidade é investigar  a morte de Rafiq Hariri e de outras 22 pessoas no atentado de 14 de fevereiro de 2005.